# Saint-Benoît, Aude

Saint-Benoît este o comună în departamentul Aude din sudul Franței. În 2009 avea o populație de 112 de locuitori.